# Fotbalista roku (Lotyšsko)

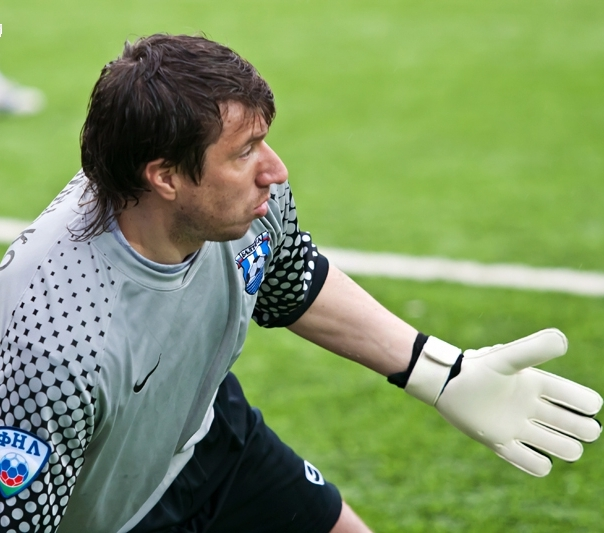
Aleksandrs Koliņko, vítěz za rok 2014

V Lotyšsku ocenění Fotbalista roku vyhlašují sportovní novináři od roku 1995.
Aktuálním vítězem (za rok 2020) je Pāvels Šteinbors.

## Přehled vítězů
- 1995 Vitālijs Astafjevs,  Skonto Riga
- 1996 Vitālijs Astafjevs,  Skonto Riga /  FK Austria Vídeň
- 1997 Jurijs Ševļakovs,  Skonto Riga
- 1998 Mihails Zemļinskis,  Skonto Riga
- 1999 Marians Pahars,  Southampton FC
- 2000 Marians Pahars,  Southampton FC
- 2001 Marians Pahars,  Southampton FC
- 2002 Juris Laizāns,  CSKA Moskva
- 2003 Māris Verpakovskis,  Skonto Riga /  Dynamo Kyjev
- 2004 Māris Verpakovskis,  Dynamo Kyjev
- 2005 Igors Stepanovs,  Grasshoppers Zürich
- 2006 Aleksandrs Koliņko,  Rubin Kazaň
- 2007 Vitālijs Astafjevs,  Skonto Riga
- 2008 Andris Vaņins,  FK Ventspils [1]
- 2009 Kaspars Gorkšs,  Queens Park Rangers [1]
- 2010 Kaspars Gorkšs,  Queens Park Rangers [1]
- 2011 Aleksandrs Cauņa,  CSKA Moskva [1]
- 2012 Aleksandrs Cauņa,  CSKA Moskva [1]
- 2013 Andris Vaņins,  FC Sion [1]
- 2014 Aleksandrs Koliņko,  Baltika Kaliningrad[2]
- 2015: Andris Vaņins  FC Sion
- 2016: Andris Vaņins  FC Curych
- 2017: Andris Vaņins  FC Curych
- 2018: Dāvis Ikaunieks  FC Vysočina Jihlava
- 2019: Pāvels Šteinbors  Arka Gdynia
- 2020: Pāvels Šteinbors  Jagiellonia Białystok
- 2021: Vladislavs Gutkovskis  Raków Częstochowa
- 2022: Vladislavs Gutkovskis  Raków Częstochowa